# Oskar Kuhn
Oskar Kuhn (* 7. März 1908 in München; † 1. Mai 1990 in München) war ein deutscher Wirbeltier-Paläontologe.

## Leben
Kuhn ging in Dinkelsbühl und Bamberg zur Schule und studierte Naturwissenschaften und speziell Geologie und Paläontologie an der Ludwig-Maximilians-Universität München, wo er 1932 promoviert wurde. Dort arbeitete er auch nach der Promotion unter anderem am Fossilium Catalogus (Abteilung Reptilien und Amphibien) und ging 1938 an die Universität Halle, wo er über die Fossilien des Geiseltals arbeitete. Zwischen 1933 und 1936 war er Mitglied der SA. 1939 wurde er in Halle über die Fauna des Keuper von Halberstadt promoviert. 1940 wurde er Privatdozent, wurde aber schon 1941 nach heftigem Streit (teilweise politisch bedingt) mit seinem Chef und früheren Mentor Johannes Weigelt entlassen (Entzug der Lehrbefähigung) und war kurz Soldat, bis er im Februar 1942 wegen eines Lungenleidens entlassen wurde. Nach dem Krieg 1947 wurde er außerordentlicher Professor an der Philosophisch-Theologischen Hochschule Bamberg, schied dort aber bald darauf aus. Später war er in München.
Oskar Kuhn schrieb zahlreiche Bücher über Paläontologie. Er bearbeitete den Abschnitt Reptilien und Amphibien im Fossilium Catalogus (25 Partes von 1933 bis 1965).
1955 veröffentlichte Kuhn das in den Sassendorfer Steinbrüchen westlich von Bamberg (dessen Gesteine die Zeit der Wende von Trias zu Jura dokumentieren und an einem Süßwassersee entstanden) entdeckte älteste Laubblatt der Welt (Sassendorfites benkerti). 1958 veröffentlichte er aus denselben Schichten Dinosaurierfährten (von ihm Coelurosaurichnus sassendorfensis zugeschrieben). Dinosaurierfunde aus dieser Zeit sind selten.
1938 barg er bei Halberstadt die Reste eines ursprünglich vollständigen Skeletts eines Raubsauriers der Gattung Liliensternus der Trias (aus unbekannten Gründen versäumte man zuvor die Bergung).
Kuhn war überzeugter Katholik und Anhänger von früher in der deutschen Paläontologie verbreiteten alternativen Evolutionstheorien (Typostrophenlehre). So erklärte er z. B. 1965: "Ob wir alle Tiere und Pflanzen in einen einzigen Evolutionsprozeß einbeziehen dürfen, können wir nicht entscheiden, vor allem weil die ersten zwei Drittel der Evolution nicht durch paläontologische Dokumente belegt sind". Und weiter: "Schon allein die Tatsache des Fehlens fast aller präkambrischen Dokumente ist Grund genug, vorsichtig zu sein bei der Frage, ob wir es mit einem einzigen, allumfassenden Evolutionsprozeß zu tun haben."

## Schriften
- Geologie und Bodenschätze der bayerischen Ostmark, Borntraeger, Stuttgart 1938
- Phylogenie der Wirbeltiere, 1938
- Stammesgeschichte der Wirbellosen Tiere, 1939
- Lebensbilder aus der vorzeitlichen Tierwelt von Deutschland, Veröffentlichungen des Vereins zur Förderung des mitteldeutschen Museums für Erdgeschichte Halle, Vowickel 1940
- Paläozoologie in Tabellen, G. Fischer, Jena 1940
- Deutschlands vorzeitliche Tierwelt, Borntraeger, Stuttgart 1941
- Geologie von Bayern, 86 S., Verlag Bamberger Reiter GmbH, Bamberg 1949
- Lehrbuch der Paläozoologie, Schweizerbart, Stuttgart 1949
- Die Geologie des Bamberger Umlandes, C. C. Buchner, Bamberg 1950
- Die Deszendenztheorie. Grundlagen der Ganzheitsbiologie, Meisenbach, Bamberg 1951 (und Kösel Verlag, München 1951)
- Geologie von Bayern, 2. Auflage, 125 S., Bayerischer Landwirtschaftsverlag, München 1954
- Die Lurche und Kriechtiere der Vorzeit, Ziemsen, Wittenberg 1958
- Die Tierwelt der Bundenbacher Schiefer, Ziemsen, Wittenberg 1961
- mit Hartmut Haubold Lebensbilder und Evolution fossiler Saurier, Amphibien und Reptilien, Ziemsen, Wittenberg 1961 (2. Auflage 1981)
- Geologie von Bayern, 3. Auflage, Bayerischer Landwirtschaftsverlag, München 1964
- Die Tierwelt des Mansfelder Kupferschiefers, Ziemsen, Wittenberg 1964
- Die Amphibien. System und Stammesgeschichte, Oeben, Krailing 1965
- Die Reptilien. System und Stammesgeschichte, Oeben, Krailing 1966
- Die vorzeitlichen Wirbellosen. System und Evolution, Oeben, Krailing 1966
- Amphibien und Reptilien : Katalog der Subfamilien und höheren Taxa mit Nachweis des ersten Auftretens, G. Fischer, Jena 1967
- Die vorzeitlichen Fischartigen und Fische, Ziemsen, Wittenberg 1967
- Die deutschen Saurier, Oeben, Krailing 1968 (Nachtrag I, 1974)
- Die säugetierähnlichen Reptilien (Therapsiden) Neue Brehm Bücherei, Ziemsen, Wittenberg 1970
- Die Widerlegung des Materialismus, Gebrüder Geiselberger, Altötting 1970
- Die Saurier der deutschen Trias, Gebrüder Geiselberger, Altötting 1971
- Die Saurier des deutschen Jura, Gebrüder Geiselberger, Altötting 1971
- Die vorzeitlichen Vögel Neue Brehm Bücherei, Ziemsen, Wittenberg 1971
- Die Tierwelt des Solnhofener Schiefers, 5. Auflage, Neue Brehm Bücherei, Ziemsen, Wittenberg 1977
- Herausgeber und Begründer Handbuch der Paläoherpetologie/Handbook of Paleoherpetology, G. Fischer, Jena ab 1978 (fortgesetzt von Hans-Dieter Sues, Peter Wellnhofer u. a.)